# 單線態氧
单线态氧是一种气态无机化学物质，分子式为 O=O（也写作1
[O
2]或1
O
2 ), 它处于所有电子自旋配对的量子态。它在环境温度下动力学不稳定，但衰减速度很慢。
双原子氧分子的最低激发态是单线态。它是一种气体，其物理性质与更普遍的 基态的三重态O2物理性质仅略有不同。然而，就其化学反应性而言，单线态氧对有机化合物的反应性要高得多。它參與许多材料的光降解，但可以在制备有机化学和光动力疗法中发挥建设性作用。在高层大气和污染的城市大气中发现了微量的单线态氧，它有助于形成对肺有害的二氧化氮。  :355–68
术语“单线态氧”和“三线态氧”源自每种形式的电子自旋数。单重态只有一种可能的电子自旋排列，总量子自旋为 0，而三重态有三种可能的电子自旋排列，总量子自旋为 1，对应于三个简并态。
在光谱符号中，O2的最低单线态和三线态形式分别标记为1Δg和3Σ−
g。 

## 电子结构
单线态氧是指两个单线态电子激发态之一。两个单线态表示为1Σ+
g和 1Δg（前面的上标“1”表示单重态）。兩個单重态氧的能量分別比三重态氧高每摩尔158和每摩尔95千焦。在最常见的实验室条件下，较高的能量1Σ+
g单重态迅速转换为更稳定、能量更低的1Δg单重态。 这两种激发态中的这种更稳定的状态有两个价电子在一个 π* 轨道中自旋配对，而第二个 π* 轨道是空的。这兩种状态氧氣稱為单线态氧，通常缩写为1O2 ，以区别于三线态基态分子3O2 。  
分子轨道理论预测氧氣有由分子项符号表示的电子基态和两个低位激发单重态，项符号为1Σ+
g和 1Δg。这三种电子态的不同之处仅在于自旋數和氧的两个简并的反键πg轨道的占据狀況。这两个轨道被归类为反键轨道并且具有更高的能量。遵循洪德最大多重度规则，在基态下，这些电子不成对并且具有相似（相同）的自旋。分子氧的这种开壳三重态基态不同于大多数稳定的双原子分子，后者具有单线态 ( 1Σ+
g ) 基态。 
再次根据洪德最大多重度规则，可以很容易地从该基态获得两个不太稳定、能量较高的激发态； 第一个将一个高能未配对的基态电子从一个簡併轨道移动到另一个，在那里它自旋翻转并与另一个配对，并创建一个新状态，称为1Δg（能項符号，其中前面的上标“1”表示它是单态）状态的单线态。  或者，两个电子都可以保持在它们的简并基态轨道中，但是一个电子的自旋可以“翻转”，因此它现在与第二个电子擁有相反自旋（即，它仍然在一組简并轨道中，但兩個電子自旋方向不同） ;这也创建了一个新状态，称为1Σ+
g单重态。  氧的基态和前两个单线态激发态可以通过下图中的简单分子軌域圖来描述。  

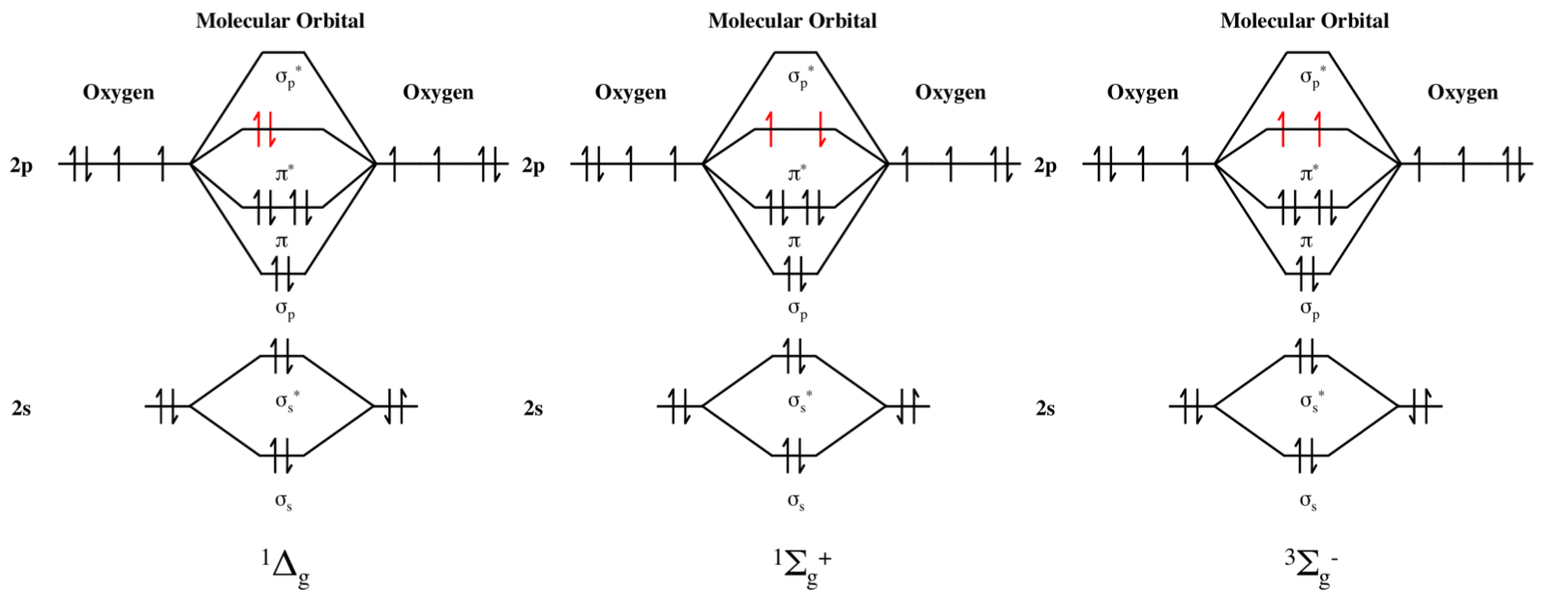
两个单线态激发态以及分子氧的三线态基态的分子轨道图。从左到右，图表是： ^{1}Δ_{g}单线态氧（第一激发态）， ^{1}Σ单线态氧（第二激发态）和^{3}Σ三线态氧（基态）。最低能量的 1s 分子轨道在所有三个中均匀填充，为简单起见省略。标记为 π 和 π* 的宽水平线分别代表两个分子轨道（总共最多填充 4 个电子）。这三种状态仅在两个简并 π*反键轨道中电子的占据和自旋状态不同。

1Δg单重态的能量較三重态3Σ−
g基态高 7882.4cm−1。 在其他单位中对应于 94.29 kJ/mol 或 0.9773 eV。1Σ+
g单线态能量比基态高 13120.9 cm -1   （相當於157.0 kJ/mol 或 1.6268 eV）。
氧氣的三种低位电子态之间的辐射跃迁是禁阻的电偶极子过程。 由于自旋选择规则ΔS = 0 和禁止 g-g 跃迁的奇偶校验规则，这两个单线态-三线态跃迁被禁阻。 两个激发态之间的单线态-单线态跃迁是自旋允许的，但宇称禁止。
较低的 O2 ( 1Δg ) 态通常称为单线态氧。 單線態氧和三線態氧(基態)的能量差 基态 94.3kJ/mol 对应于近红外線~1270奈米处自旋禁阻的单线态-三线态跃迁。 因此，气相中的单线态氧寿命相对较长（54-86 毫秒）， 而單線態氧与溶剂的相互作用将單線態氧的寿命缩短至微秒甚至奈秒。  2021 年，空气/固体界面处空气中单线态氧的寿命经测量为 550 微秒。 
较高能量的1Σ+
g状态非常短暂。在气相中，它主要弛豫到基态三重态，平均寿命为 11.8 秒。 然而，在CS2和CCl4等溶剂中，1Σ+
g氧氣會透過非辐射衰变通道，在几毫秒内弛豫到较低能量的单线态1Δg 。 

### 轨道角动量引起的顺磁性
两种单线态氧态都没有不成对的电子，因此没有净电子自旋。然而，如电子顺磁共振(EPR) 光谱的观察所示， 1Δg是顺磁性的。    1Δg状态的顺磁性是由于净轨道（而不是自旋）电子角动量產生的 。在磁场中的简并{\displaystyle M_{L}}水平分为两个水平，其围绕分子轴角动量的 z 投影分別為 +1 ħ和 −1 ħ。这些能级之间的磁性转变产生了{\displaystyle g=1} 的EPR 过渡。

## 生产
存在多种用于产生单线态氧的方法。光化学方法是在作为敏化剂的有机染料（例如孟加拉玫瑰红、亚甲蓝或卟啉）存在的情况下照射三線態氧气導致單線態氧的生成。从三重激发态丙酮酸与水中溶解氧的反应中也發現了高濃度的穩定单线态氧。单线态氧也可以在非光化学條件下、化学合成中产生。一种化学方法涉及由三乙基矽烷和臭氧原位生成的三乙基硅烷三氧化氢的分解。
(C2H5)3SiH + O3 → (C2H5)3SiOOOH → (C2H5)3SiOH + O2 (1Δg)
过氧化氢与次氯酸鈉水溶液反应也能生成单线态氧：
H2O2 + NaOCl → O2 (1Δg) + NaCl + H2O
第三种方法通过亚磷酸酯臭氧化物释放单线态氧，而亚磷酸盐臭氧化物又是原位生成的，例如臭氧化亚磷酸三苯酯。亚磷酸盐臭氧化物会分解产生单线态氧，而这种方法的一个优点是它适用于非水性条件：
(RO)3P + O3 → (RO)3PO3
(RO)3PO3 → (RO)3 PO + O2 (1Δg)

## 反应

香茅醇的单线态氧氧化。这是一个净反应式，但不是真正的烯反应。缩写，步骤 1：H_{2}O_{2} ，过氧化氢； Na_{2}MoO_{4} （催化剂）、钼酸钠。步骤2：Na_{2}SO_{3} （还原剂）、亚硫酸钠。

由于电子层的不同，单线态和三线态氧的化学性质不同；单线态氧具有高活性。 单线态氧的寿命取决于介质。在普通有机溶剂中，寿命只有几微秒，而在缺乏 C-H 键的溶剂中，寿命可以长达几秒。 

### 有机化学
与基态三線態氧不同，单线态氧可参与Diels–Alder [4+2]- 和 [2+2]-环加成反应和烯反应。 它能将硫醚氧化成亚砜。有机金属络合物通常会被单线态氧降解。  与某些底物形成1,2-二氧杂环丁烷；环状二烯如1,3-环己二烯形成 [4+2]环加成物。 
单线态氧与呋喃之间的[4+2]-环加成反应广泛应用于有机合成中。  
在与烯丙基的单线态氧反应中，例如香茅油，通过烯丙基质子的提取显示，在似烯反应中，产生烯丙基氢过氧化物，R-O-OH（R =烷基），然后可以还原相应的烯丙醇。    

## 生物化学
在哺乳动物生物学中，单线态氧是一种活性氧，与低密度脂蛋白胆固醇的氧化和由此产生的心血管效应有关。多酚抗氧化剂可以清除和降低活性氧的浓度，并可以防止这种有害的氧化作用。